# 那年男孩
《那年男孩》（越南语：／，英語：Dandelion）是一部2014年公映的越南浪漫喜劇電影。由阮光輝導演，山松、哈莉·阮、范瓊英、吳建輝、許偉文主演。劇本改編自命途多舛的歌手阮俊英的自傳《從一結束開始》（越南语：／）。